# 弓羽柳叶蕨
弓羽柳叶蕨（学名：Cyrtogonellum salicifolium）为鳞毛蕨科柳叶蕨属下的一个种。

## 扩展阅读
- 維基物種上的相關：弓羽柳叶蕨